# 奧貢河
6°44′44″N 3°20′33″E / 6.745589°N 3.34259°E

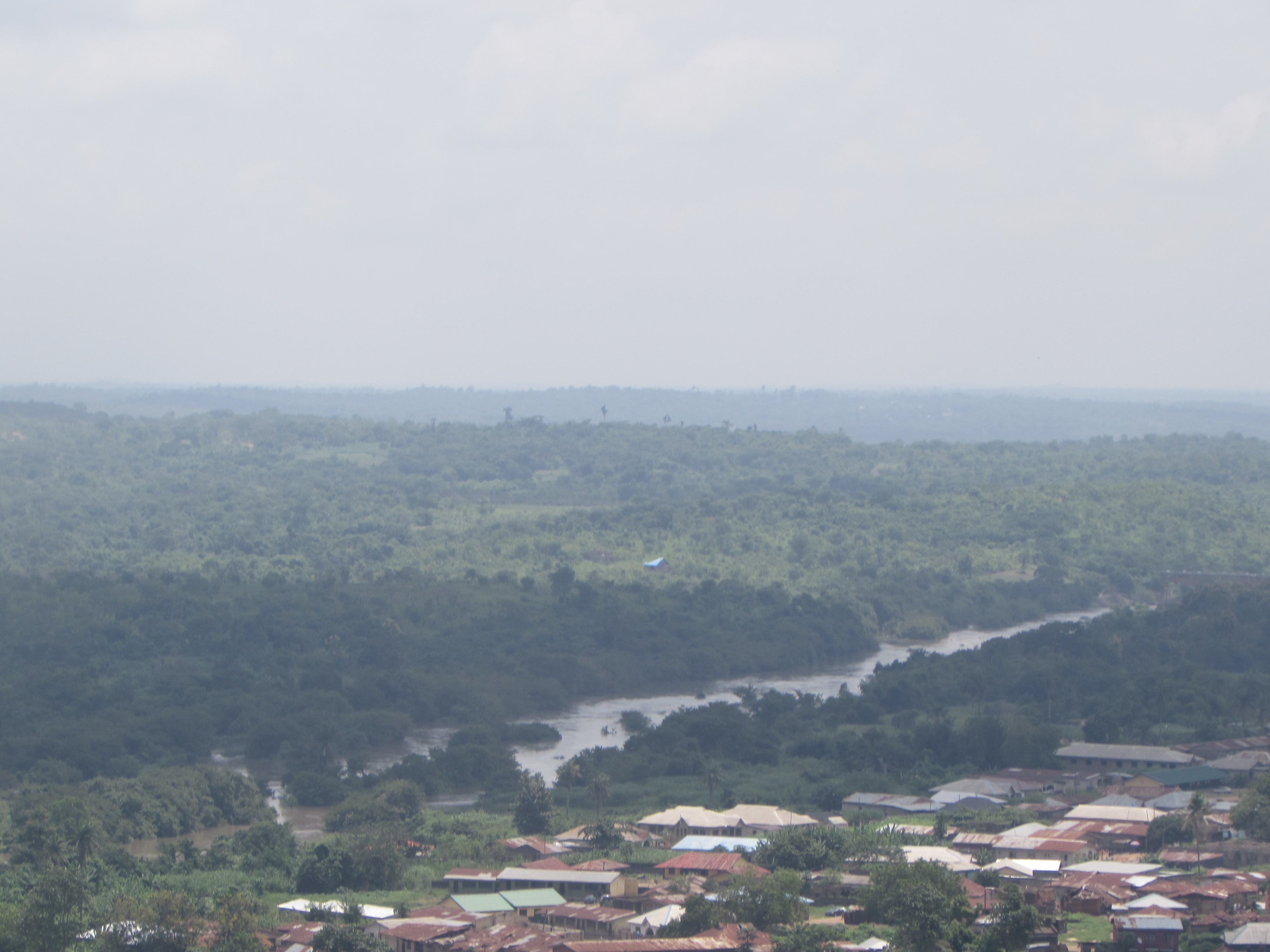

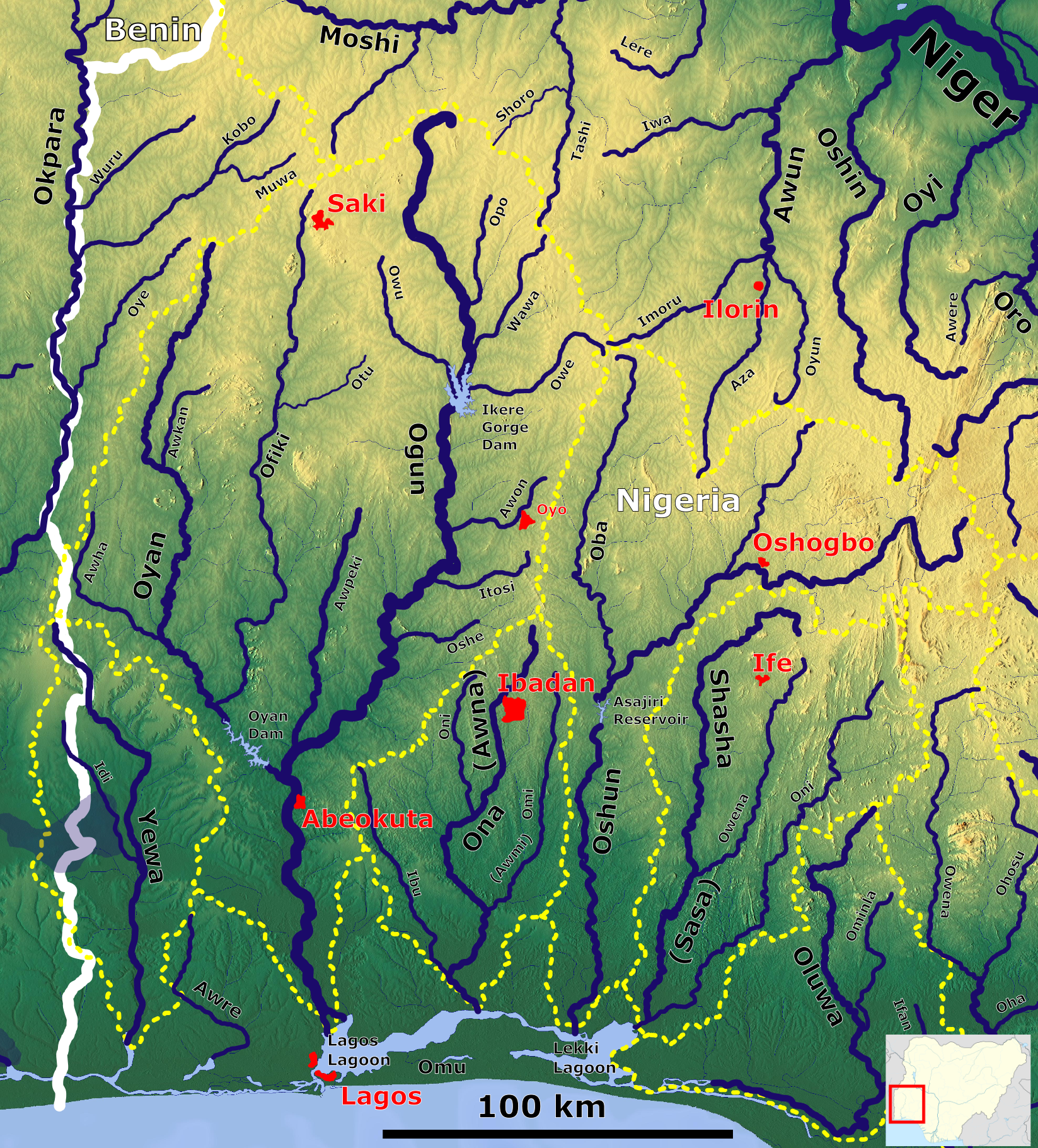

奧貢河是尼日利亞的河流，位於該國東南部奧約州，河道全長480公里，流域面積23,000平方公里，最終注入貝寧灣地區的拉各斯潟湖。